# Стиранка Марія
Стира́нка Марі́я (* 1922, уроджена Фіцалович) — канадійська малярка-акварелістка українського походження.

## Біографія
Народилась у сім'ї священика Фіцаловича на Золочівщині.
Закінчила українську гімназію у Чорткові.
З 1944 на еміграції, з 1955 в Канаді, де закінчила Онтарський мистецький коледж.
З 1967 самостійні виставки в Торонто, Парижі (1976), Брюсселі (1977) та ін.
Пейзажі, квіти, портрети.
Своїм учителем художниця вважає Федора Кричевського.